# Huh Chang-soo
Huh Chang-Soo (né le 6 octobre 1948) est un homme d'affaires et dirigeant sportif coréen, président du conglomérat GS Group et du FC Séoul. Il est marié et a deux enfants. En 2012, sa fortune est estimée à 790 millions de dollars américains, la vingt-huitième du pays.

## Biographie
Né à Jinju, Huh Chang-Soo y passe toute son enfance. À 18 ans, il entre à l'Université de Corée puis à l'Université de Saint-Louis aux États-Unis.